# 桜井悠子
桜井 悠子（さくらい ゆうこ、12月1日 - ）は、日本の声優、司会。VOICEプロ アルカンシェル（アクトゥリス事業部）所属であったが2024年現在事務所の所属には確認できず。神奈川県出身、血液型はB型。

## 出演
太字は主役・メインキャラクター

### テレビアニメ
- スーパーブック (エヴァ)

### 吹き替え
- 人喰い怪物ゴブリン （キャミー）
- ゴッド・ブレス・アメリカ
- シリーシンフォニー 名作アニメシリーズVOL.1 - 5 （赤頭巾ちゃん・狼の子供・その他）

### ドラマCD
- Various Artists Chrome Shelled REGIOS Character Songs - The First Session -（Turks “Takmi” Linkage）
- Various Artists Chrome Shelled REGIOS Character Songs - The Scond Session -（Turks “Takmi” Linkage）

### オーディオドラマ
- 平山夢明 の「「超」怖い話」「都市伝説」朗読コンテンツ内

### webラジオ
- ハンゲーム presents 超!Online Station 超!A&G+ （オンステメイツ3号）

### 舞台
- カプセル兵団 「からくりサーカス 〜サーカス編〜」（ミンシア）